# ナポレオン・ディファイアンス・アンド・ウェスタン鉄道
ナポレオン・ディファイアンス・アンド・ウェスタン鉄道（英語: Napoleon, Defiance & Western Railroad、旧名:モーミー・アンド・ウェスタン鉄道(英語: Maumee & Western Railroad)）(報告記号 MAW)とはアメリカ合衆国の鉄道事業者および鉄道路線で、インディアナ州ウッドバーンからオハイオ州リバティーセンターまで結んでいる。開業当初はトレドまで結んでいたが、この部分はレイルトレイルに転換された。
現在、オハイオ州のディファイアンス、セシル、ナポレオンに車両基地があり、路線は月曜日から土曜日の間にディファイアンスからナポレオンまで運行していて注文に応じてウッドバーンまで運航することが有る。路線の大部分が湿地帯上であり、線路の状態は極めて悪く、50年以上メンテナンスされていない状態である。
2012年12月28日、鉄道はパイオニア・レイルコープに買収され、修繕や延長が行われることを発表された。パイオニアはこの路線に関して「再生が喫緊の課題だ」と述べた。2013年1月より、腐食している枕木や壊れた線路を置き換える大規模な修繕を始めた。
路線には2箇所の乗換駅がある:
- ノーフォーク・サザン鉄道（ウッドバーン）
- CSX（ディファイアンス）

パイオニアはセシルにあるラファージュノースアメリカ（ポールディングにあるプラント）が使用する鉄道路線も運営している。
かつてこの路線は破産したインディアナ・ハイレイルが所有していて、インディアナ州ニューヘイブンとオハイオ州トレドを結ぶウォーバッシュ鉄道第5地区の一部である主要路線だった。ディファイアンスとウッドバーン間の路線はオハイオ州鉄道開発委員会 (ORDC)が買収した。